# نیژنیه بالمازی
نیژنیه بالمازی (انگلیسی: Nizhniye Balmazy) یک شهرک در شهرستان کاراایدلسکی استان باشقیرستان کشور روسیه است.